# Стрежево
Стрежево (на македонска литературна норма: Стрежево) е село в община Битоля на Северна Македония.

## География
Селото се намира на 790 m надморска височина в северната част на планината Бел камен, северозападно от Битоля. В близост до селото, на река Шемница е изграден язовирът Стрежевско езеро, който заема по-голямата част от голямото 8,9 km2 землище на Стрежево.

## История
На рида Кале на 1 km североизточно над Стрежево и на 3,5 km западно от Габалавци има средновековна крепост. Възможно е това да е споменатият в контекста на войната между Византия и Сърбия за рудоносните региони Демир Хисар и Дебрица в 1330 г. фрурион Габаларион (заедно с Бучин, Добрун, Железнец и Дебрица).
В XIX век Стрежево е чисто българско село в Битолска кааза на Османската империя. Според Васил Кънчов в 90-те години Стрежево има 30 български християнски къщи. Според статистиката му („Македония. Етнография и статистика“) в 1900 година Стрежево има 200 жители, всички българи християни.
На Етнографската карта на Битолския вилает на Картографския институт в София от 1901 година Стрежево е чисто българско село в Битолската каза на Битолския санджак с 35  къщи.
Всички българи са под върховенството на Българската екзархия. По данни на секретаря на екзархията Димитър Мишев („La Macédoine et sa Population Chrétienne“) в 1905 година в Стрежово има 320 българи екзархисти и функционира българско училище.
По време на Балканската война 7 души от Стрежево се включват като доброволци в Македоно-одринското опълчение.
През войната селото е окупирано от сръбски части и остава в Сърбия след Междусъюзническата война. В 1961 година има 356 жители. През 1963 година жителите на селото се изселват предимно в Австралия и по-малка част в Западна Европа. След изграждането на язовира, стрежевци се изселват в Битоля. От 1984 година Стрежево е напълно изселило се село. Според преброяването от 2002 година селото е обезлюдено. В селото има няколко уикенд вили.
В селото има църква „Свети Никола“ и манастирска църква „Свети Йоан“.

## Личности
Родени в Стрежево
- Йорги Илия, българин, православен, арестуван преди април 1904 година, обвинен в „разбунтуване, присъединявайки се към българската бунтовническа организация“, осъден от Извънредния съд на 5 години каторга, лежал в Битолския затвор, амнистиран с общата амнистия от 12 април 1904 година[10]
- Наум, деец на ВМОРО, войвода на стрежевската чета в Илинденско-Преображенското въстание[11]
- Трайче, ръководител на ВМОРО в селото към 1912 година и селски кмет[12]